# Speloncato
Speloncato (en cors Speloncatu ) és un municipi francès, situat a la regió de Còrsega, al departament d'Alta Còrsega. L'any 1999 tenia 222 habitants.

## Demografia
| 1962 | 1968 | 1975 | 1982 | 1990 | 1999 |
| ---- | ---- | ---- | ---- | ---- | ---- |
| 131  | 150  | 179  | 191  | 194  | 222  |

## Administració
| Període   | Identitat            | Partit | Qualitat |  |
| --------- | -------------------- | ------ | -------- |  |
| 1971-1980 | Michel Giovansily    |        |          |  |
| 1980-1995 | Anne Marie Colombani |        |          |  |
| 1995-     | Jean François Poli   |        |          |  |